# اکاترینا بوکینا
اکاترینا بوکینا (روسی: Екатерина Борисовна Букина؛ زادهٔ ۵ مهٔ ۱۹۸۷) کشتی‌گیر اهل روسیه است.